# Directive 89/391/CEE sur l'amélioration de la sécurité et de la santé des travailleurs au travail
La directive 89/391/CEE du Conseil, du 12 juin 1989, concernant la mise en œuvre de mesures visant à promouvoir l'amélioration de la sécurité et de la santé des travailleurs au travail est une directive concernant la sécurité des travailleurs et la santé au travail.

## Article 7: Services de protection et de prévention
1 Sans préjudice des obligations visées aux articles 5 et 6, l’employeur désigne un ou plusieurs travailleurs pour s’occuper des activités de protection et des
activités de prévention des risques professionnels de l’entreprise et/ou de l’établissement ;
2 Les travailleurs désignés ne peuvent subir de préjudice en raison de leurs activités de protection et de leurs activités de prévention des risques professionnels.
Afin de pouvoir s’acquitter des obligations résultant de la présente directive, les travailleurs désignés doivent disposer d’un temps approprié.
3 Si les compétences dans l’entreprise et/ou l’établissement sont insuffisantes pour organiser ces activités de protection et de prévention, l’employeur doit
faire appel à des compétences(personnes ou services) extérieures à l’entreprise et/ou l’établissement.
4 Au cas où l’employeur fait appel à de telles compétences, les personnes ou services concernés doivent être informés par l’employeur des facteurs connus
ou suspectés d’avoir des effets sur la sécurité et la santé des travailleurs, et doivent avoir accès aux informations visées à l’article 10 paragraphe 2.
5 Dans tous les cas :
- les travailleurs désignés doivent avoir les capacités nécessaires et disposer des moyens requis,
- les personnes ou services extérieurs consultés doivent avoir les aptitudes nécessaires et disposer des moyens personnels et professionnels requis, et

- les travailleurs désignés et les personnes ou services extérieurs consultés doivent être en nombre suffisant, pour prendre en charge les activités de protection et de prévention, en tenant compte de la taille de l’entreprise et/ou de l’établissement, et/ou des risques auxquels les travailleurs sont exposés ainsi que de leur répartition dans l’ensemble de l’entreprise et/ou de l’établissement.

6 La protection et la prévention des risques pour la sécurité et la santé qui font l’objet du présent article sont assurées par un ou plusieurs travailleurs, par un
seul service ou par des services distincts, qu’il(s) soit(soient) interne(s) ou externe(s) à l’entreprise et/ou à l’établissement. Le(s) travailleur(s) et/ou le(s) service(s) doivent collaborer en tant que de besoin.
7 Les États membres peuvent définir, compte tenu de la nature des activités et de la taille de l’entreprise, les catégories d’entreprises dans lesquelles
l’employeur, s’il a les capacités nécessaires, peut assumer lui-même la prise en charge prévue au paragraphe 1.
1. 8 Les États membres définissent les capacités et aptitudes nécessaires visées au paragraphe 5. Ils peuvent définir le nombre suffisant visé au paragraphe 5.

## Article 14: Surveillance de la santé
1 Pour assurer la surveillance appropriée de la santé des travailleurs en fonction
des risques en fonction des risques concernant leur sécurité et leur santé au
travail, des mesures sont fixées conformément aux législations et/ou pratiques
nationales.
2. Les mesures visées au paragraphe 1 sont telles que chaque travailleur doit
pouvoir faire l’objet, s’il le souhaite, d’une surveillance de santé à intervalles
réguliers.
3. La surveillance de santé peut faire partie d’un système national de santé.

## Transposition
En droit français la directive a été transposée par différents textes : le premier a été la loi n° 91-1414 intégrant les principes généraux de prévention dans le code du travail, le dernier à ce jour étant la loi n° 2011-867 réformant une nouvelle fois les services de santé au travail et officialisant la fonction de protection et de prévention des risques professionnels dans les entreprises françaises.
En droit belge, la directive a été transposée par la Loi du 4 août 1996 relative au bien-être des travailleurs lors de l'exécution de leur travail, et instituant notamment des Services (internes ou externes) de prévention et de protection au travail. Divers arrêtés royaux déclinent l'application de cette loi.

## Compléments